# Awantīpur
Awantīpur är en ort i Indien.   Den ligger i unionsterritoriet Jammu och Kashmir, i den norra delen av landet, 600 km norr om huvudstaden New Delhi. Awantīpur ligger 1 601 meter över havet och antalet invånare är 6 807.
Terrängen runt Awantīpur är varierad. Runt Awantīpur är det tätbefolkat, med 511 invånare per kvadratkilometer. Närmaste större samhälle är Bijbiāra, 16,3 km sydost om Awantīpur. Trakten runt Awantīpur består till största delen av jordbruksmark.